# راندال كارول
راندال كارول (بالإنجليزية: Randall Carroll)‏ هو لاعب كرة قدم أمريكية أمريكي، ولد في 13 أبريل 1991 في إرفاين في الولايات المتحدة.

## وصلات خارجية
- راندال كارول على موقع الاتحاد الدولي لألعاب القوى (الإنجليزية)
- راندال كارول على موقع TFRRS.org (الإنجليزية)